# Alan Watts
Alan Wilson Watts, britansko-ameriški filozof, popularizator vzhodnih filozofij, * 6. januar 1915, London, Združeno kraljestvo, † 16. november 1973, Tamalpais, Kalifornija, ZDA. Znan je kot eden vodilnih svetovnih interpretov vzhodne filozofije sodobnemu Zahodu. 
Filozof, pisatelj, predavatelj in strokovnjak za primerjalno religiologijo je avtor več kot 25 knjig in številnih esejev in člankov s temami o osebni identiteti, pravi naravi resničnosti in višji zavesti. Ob enem svoje doživljanje in izkustva navezuje na znanstveno dojemanje in nauke vzhodnih in zahodnih religij. Rodil se je v okolici Londona in se že kot otrok začel zanimati za budizem. Leta 1938 se je preselil v ZDA, kjer se je v New Yorku seznanil z zen treningom. V Združenih državah je tudi magistriral iz teologije. Kratek čas je deloval tudi kot episkopalen duhovnik, nato pa se preselil v Millbrook, New York, kjer je napisal, The Wisdom of Insecurity: A Message for an Age of Anxiety. Leta 1951 se je preselil v San Francisco, kjer je pričel s poučevanjem budizma. Pet let kasneje je začel s snemanjem svoje radijske oddaje Way Beyond the West, ki je hitro navdušila poslušalce.

## Življenje

### Zgodnja leta (1915-1938)
Rojen je bil 6. januarja 1915 v okolici Londona. Že od otroških let se je zanimal za azijsko umetnost, literaturo in filozofijo. Starši so v njem prepoznali radovedno naravo in ga spodbujali k pisanju. Leta 1932 je napisal svojo prvo knjižico, An Outline of Zen Buddhism, v kateri je povzel bistvo zena na podlagi esejev in knjig priznanega japonskega pisatelja D. T. Suzukija. Leta 1938 se je preselil v New York, kjer je začel s predavanji v knjigarnah in kavarnah.

### Srednja leta (1939-1959)
Leta 1940 je objavil knjigo The Meaning of Happiness, ki je temeljila na njegovih predavanjih. Alan se je kmalu preselil v Chicago, kjer se je na Seabury-Western Theological Seminary popolnoma posvetil teologiji. Leta 1944 je bil posvečen za duhovnika episkopalne cerkve, vendar je to poslanstvo opustil leta 1950 in se preselil v severni del New Yorka. Bival je na majhni kmetiji zunaj Millbrooka in začel s pisanjem knjige Modrost negotovosti : sporočilo za dobo tesnobnosti (The Wisdom of Insecurity: A Message for an Age of Anxiety). Leta 1951 se je ponovno preselil v San Francisco, kjer je na povabilo Frederica Spiegelberga začel poučevati budizem na Ameriški akademiji za azijske študije. Zaradi popularnosti so se njegova predavanja mnogokrat podaljšala v večerna predavanja odprta javnosti. Leta 1953 so vsako soboto na radiu predvajali njegovo oddajo The Great Books of Asia. Leta 1956 pa ji je sledila še oddaja Way Beyond the West, ki je potrdila njegovo popularnost.

### Pozna leta (1960 - 1973)
V sredini 50. let so izobraženci iz San Francisca in New Yorka začeli slaviti ezoterične kvalitete vzhodne religije. Sledila je objava knjige Knjiga o tabuju spoznanja, kdo ste (The Book: On the Taboo Against Knowing Who You Are). Alan je predaval na fakultetah po vsej Ameriki. Tedenske oddaje so pritegnile široko občinstvo in Alan je postal pomembna figura gibanja ameriške kontrakulture. S širjenjem gibanja je San Francisco z okolico postal žarišče radikalne politike in osrednja točka vzhodnjaških idej o razsvetljenstvu in osvoboditvi. Gibanje je združevalo aktiviste za državljanske pravice, protivojne protestnike in člane združenja za svobodo govora.

### Zadnja leta njegovega življenja
V poznih 60. Letih je bival na trajektu v skupnosti budistov, umetnikov in drugih kulturnih upornikov. Trajekt je postal prostor, kjer je vse misli lahko osredotočil le na pisanje. Zaradi predavanj je začel tudi veliko potovati. Predaval je po Ameriki, Kanadi in Evropi. Izobraževalna potovanja so se nadaljevala v zgodnja sedemdeseta leta. Kmalu po vrnitvi iz predavateljske turneje je 16. novembra 1973 umrl v spanju. Njegovi zadnji deli sta bili avtobiografija In my Own Way ter delo, v katerem je podal svoje mnenje od smrti in umiranju Dao: pot vode. 

## Izobrazba
Watts je obiskoval King’s School v Canterburyju. Zaradi akademskega uspeha so mu ponudili štipendijo za šolanje na Univerzi v Oxfordu, vendar je le-to zavrnil. Po končani srednji šoli je nekaj let delal v tiskarni, kasneje pa na banki. Watts je veliko bral o filozofiji, zgodovini, psihologiji, rehabilitacijski medicini in vzhodnih modrostih. Večino prostega časa je namenil obiskovanju budističnih ustanov, kjer je osebnostno rastel in si pridobival ugled. Z enaindvajsetimi leti se je udeležil Svetovnega kongresa verstev na Univerzi v Londonu, kjer je poslušal japonskega zen budističnega filozofa D.T. Suzukija. Preko debat, osebnih srečanj in literature je spoznal temeljne koncepte in terminologijo glavnih filozofij Indije in vzhodne Azije.

## Dela
V svojem življenju je skupaj napisal 25 knjig na temo filozofije in filozofije religije. Napisal je tudi več kot ducat krajših knjig in mnogo krajših sestavkov k drugim neavtorskim knjigam. Po smrti je bilo objavljenih še okoli 40 knjig, ki vključujejo dela iz mlajših let in dela, ki so nastala na podlagi njegovih predavanj. Obenem je pisal tudi akademske članke, veliko pa jih je napisanih in objavljenih tudi o njegovem življenju.

### Njegova dela, prevedena v slovenščino:
- Watts, A. 2008. Dao: pot vode. Nova Gorica: Eno.
- Watts, A. 2018. Knjiga o tabuju spoznanja, kdo ste. Zagreb: V. B. Z.
- Watts, A. 1994. Modrost negotovosti: sporočilo za dobo tesnobnosti. Ljubljana: J.Pergar.
- Watts, A. 2018. Ven iz uma: o zvijačah gurujev, medsebojnih prepletenosti in kozmični igri skrivalnic. Celje: Zavod Gaia planet.